# Philipp II. (Braunschweig-Grubenhagen)
Herzog Philipp II. von Braunschweig, seit 1566 Herzog zu Braunschweig und Lüneburg (* 2. Mai 1533; † 4. April 1596) war von 1595 bis 1596 Fürst im Fürstentum Grubenhagen. Mit ihm starb 1596 die Grubenhagener Linie der Welfen aus.

## Leben
Aus der Ehe seines Vaters Herzog Philipp I. von Braunschweig-Grubenhagen mit Katherine von Mansfeld (1501–1535) gingen zahlreiche Kinder hervor. Der spätere Philipp II. war der jüngste von neun Geschwistern, von denen sechs das Erwachsenenalter erreichten. Nach dem Tod des Herzogs im Jahre 1551 folgte ihm zunächst sein Sohn Ernst in der Regierung. Die Grubenhagener Welfen wurden 1566 durch Kaiser Maximilian II. in die Gesamtbelehnung des Herzogtums Braunschweig-Lüneburg mitaufgenommen. Seitdem führten auch die Grubenhagener Welfen wie ihre Calenberger, Lüneburger und Wolfenbütteler Vettern den Titel „Herzog zu Braunschweig und Lüneburg“. Nach Ernsts Tod 1567 wurde der nächstjüngere Sohn Wolfgang regierender Fürst. Als auch dieser im Jahr 1595 ohne männliche Nachkommen starb, folgte Philipp II.

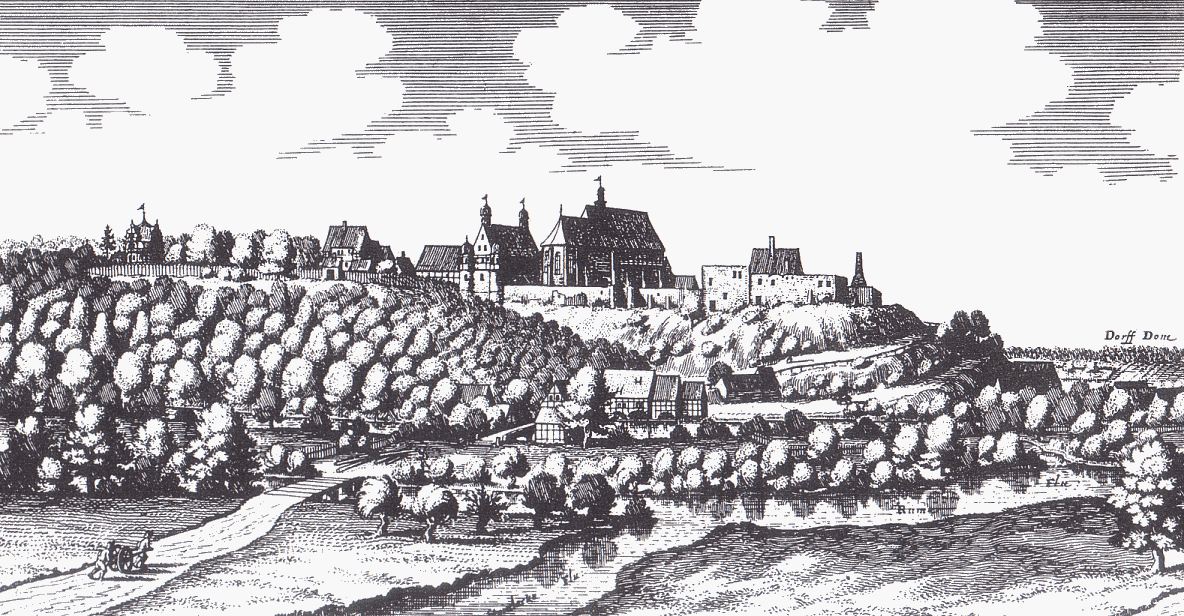
Katlenburg (um 1654)

Philipp II. war mit Clara von Braunschweig-Wolfenbüttel (* 16. November 1532; † 23. November 1595), Tochter des Herzogs Heinrich II. von Braunschweig-Wolfenbüttel, verheiratet. 1560 bezog das Paar das 1534 säkularisierte Kloster Katlenburg. Sie wandelten einen Teil der früheren Klostergebäude in ein Renaissance-Schloss um. Sie bewohnten die Anlage bis 1595, die dadurch zur grubenhagenschen Nebenresidenz wurde.
1595 verlegte Philipp II. seinen Wohnsitz auf das Schloss Herzberg. Als er im Jahre 1596 nach kurzer Regierungszeit kinderlos starb, endete damit die welfische Nebenlinie Grubenhagen. Das Fürstentum Grubenhagen wurde daraufhin von Herzog Heinrich Julius aus Wolfenbüttel besetzt. Die Lüneburger Linie der Welfen protestierte aber gegen den Anschluss an Wolfenbüttel und bekam 1617 vor dem Reichskammergericht Recht. Der Sohn von Heinrich Julius, Herzog Friedrich Ulrich, musste das Grubenhagener Erbe an Christian den Älteren, Fürst von Lüneburg, übertragen.
Seine letzte Ruhestätte befindet sich neben seinen Eltern und Brüdern in der Gruft der St. Aegidienkirche in Osterode.